# Croyance, Histoire, Espace, Régulation Politique et Administration
Pour l’article ayant un titre homophone, voir Sherpa.
Le CHERPA (Croyances, Histoire, Espaces, Régulation Politique et Administration) est le centre de recherches unique de l'Institut d'études politiques d'Aix-en-Provence. Créé le 1er janvier 2008 par la fusion de huit équipes de recherches de l'IEP, le ministère de l'enseignement supérieur et de la recherche le reconnaît comme équipe d'accueil n⁰ 4261. Il est dirigé par le professeur Walter Bruyère-Ostells .

## Origines
Le CHERPA est né de la fusion des huit équipes de recherche auparavant présentes dans l'IEP et couvrant les différentes thématiques qui y sont étudiées et enseignées. Il s'agissait du centre d'études du service public (CESPU), du centre de recherches et d'analyse en information et communication (CRAIC), du centre de science politique comparative (CSPC), de l'observatoire du religieux, du centre de recherches sur l'Amérique latine et les Caraïbes (CREALC), du centre Saint-Laurent d'études canadiennes, du centre d'histoire militaire et enfin de l'observatoire méridional du politique. Cette fusion a pour but de créer un grand centre unique facilitant le travail de recherche en commun.

## Axes de recherche
La recherche au CHERPA est structurée autour de trois thèmes : 
- Gouvernance internationale et globalisation
- Mobilisations, expertises et processus politiques
- Gouverner la religion

En 2011, l'Agence d'évaluation de la recherche et de l'enseignement supérieur (AERES) a jugé pertinents les axes de recherche choisis (dont la formulation était alors légèrement différente), bien que notant une certaine inégalité entre des thèmes plus explorés, comme ceux sur les mobilisations, par rapport aux autres. L'AERES a également insisté sur la nécessité d'approfondir le thème émergent, qui a depuis disparu.
Le CHERPA organise chaque année une école d'été sur ses thèmes de recherche : à cette occasion il a accueilli en juin 2015 le congrès de l'Association française de science politique.

## Enseignants-chercheurs et doctorants
LE CHERPA compte en 2011 vingt-trois enseignants-chercheurs dont 87,5 % de produisants et quatre-vingt huit doctorants. En 2015 le CHERPA accueille trente enseignants-chercheurs de l'IEP, trente-deux chercheurs associés d'autres établissements ainsi que soixante-dix doctorants au sein des écoles doctorales n⁰ 67 (sciences juridiques et politiques) et n⁰ 355 (espaces, cultures et sociétés). Parmi les membres du CHERPA on retrouve notamment Raphaël Liogier, André Cartapanis, Mohamed Tozy, Jean-Charles Jauffret ou Jean-Pierre Gaudin, qui en a été le premier Directeur.
L'appui à la recherche est notamment assuré par la présence d'une bibliothèque qui lui est dédiée et est dotée d'un fonds de 3 000 ouvrages scientifiques.